# الیس آرنال
الیس آرنال (انگلیسی: Ellis Arnall; ۲۰ مارس ۱۹۰۷ – ۱۳ دسامبر ۱۹۹۲) سیاست‌مدار اهل ایالات متحده آمریکا بود.